# Danyon Loader
Danyon Loader, ONZM (* 21. April 1975 in Timaru) ist ein ehemaliger neuseeländischer Schwimmer und Olympiasieger.
Bei den Olympischen Spielen 1996 in Atlanta gewann er die Goldmedaillen über 200 m und 400 m Freistil. Vier Jahre zuvor in Barcelona holte er die Silbermedaille über 200 m Schmetterling. Im Jahr 2003 wurde er in die Ruhmeshalle des internationalen Schwimmsports aufgenommen.